# Catedral de Tsilkani
La catedral de Tsilkani, o catedral de la Mare de Déu de Tsilkani (en georgià: წილკნის ღვთისმშობლის ტაძარი), és una església ortodoxa georgiana situada al poble de Tsilkani, districte de Mtskhetha, a la regió de Mtskheta-Mtianeti, Geòrgia. Originàriament construïda en el segle iv, va ser repetidament remodelada durant l'edat mitjana. Pertany a la llista de Monuments Culturals destacats de Geòrgia.

## Situació
La catedral de Tsilkani es troba al centre del poble epònim, al nord-est de la ciutat històrica de Mtskhetha, al marge esquerre del Narekvavi, afluent del riu Aragvi. El poble, lloc de túmuls de l'edat del bronze tardana i d'altres troballes arqueològiques, és també notable per la cripta cristiana del segle IV-V, amb inscripcions gregues a les parets.

## Història

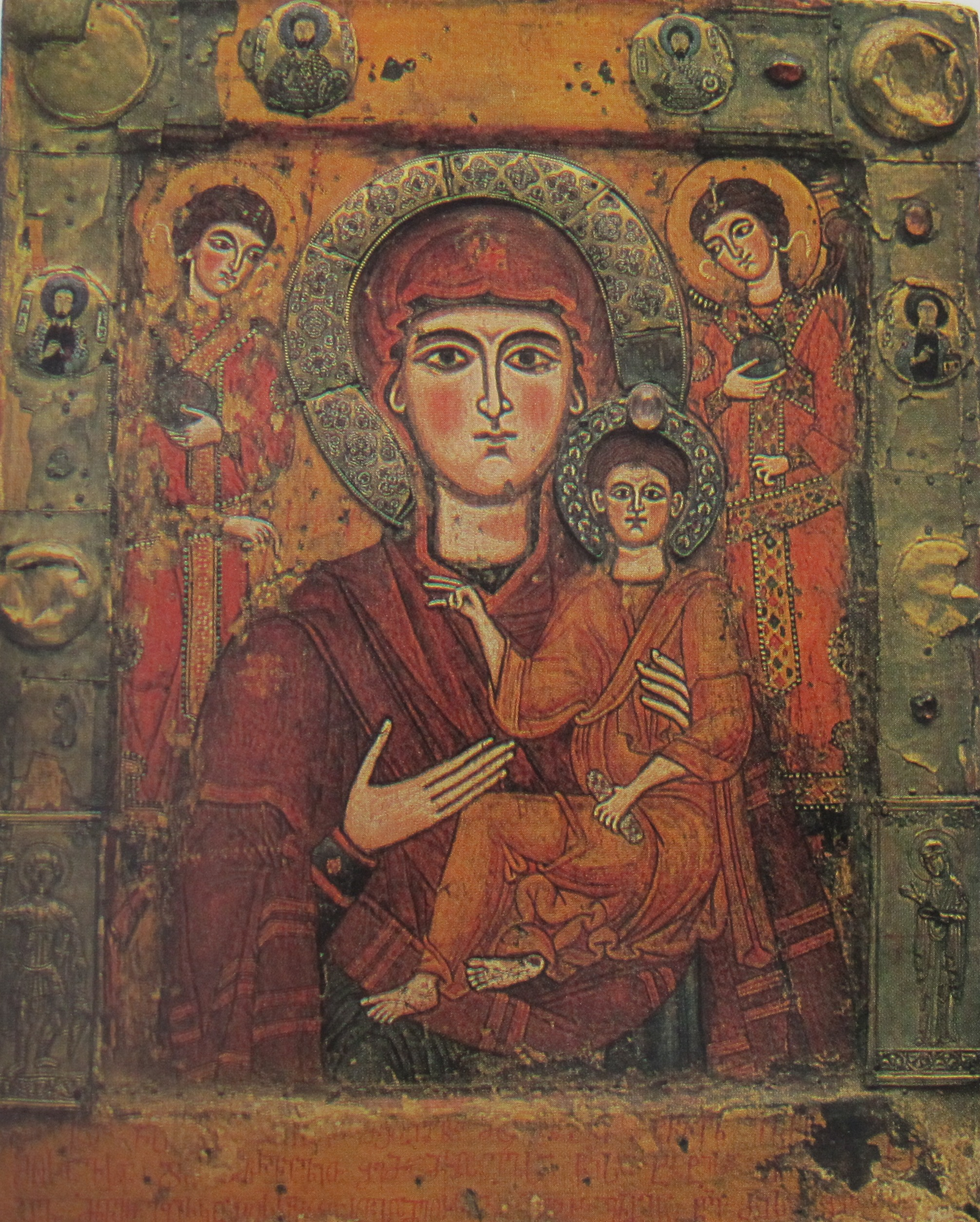
Odegetria de Tsilkani

L'església de Tsilkani és adscrita per les cròniques georgianes medievals al rei Varaz Bakur II d'Ibèria (r. c. 365-380), fill de Mitridates III d'Ibèria, el primer rei cristià dels Regne de Kartli i Regne d'Ibèria interior, de les fonts clàssiques.
Originàriament una església de saló, la catedral va ser replantejada com una basílica de tres naus al segle V o VI i, eventualment, reconstruïda com una església amb cúpula al segle xii o XIII. Va ser renovada al segle XVI-XVII. També va ser associada a la tradició georgiana medieval, elaborada en els himnes del segle xiii pel clergue Arsen Bulmaisimisdze amb el monjo Jesse d'Antioquia, que va ser un dels tretze pares assiris a viatjar a Kartli al voltant del 545; es pensa que la seva tomba encara es troba a l'església. La catedral va ser seu de l'arquebisbat de Tsilkani.
La catedral va ser la llar de la venerada marededeu Odegetria de Tsilkani, una icona de la Mare de Déu amb l'Infant del segle IX a qui assisteixen els arcàngels. La icona va ser repintada i restaurada a començaments del segle xii, però els rostres pintats amb tremp d'ou van quedar intactes. Al 1926, la icona va ser traslladada per a la seva preservació al Museu Nacional de Geòrgia a Tbilisi.

## Descripció

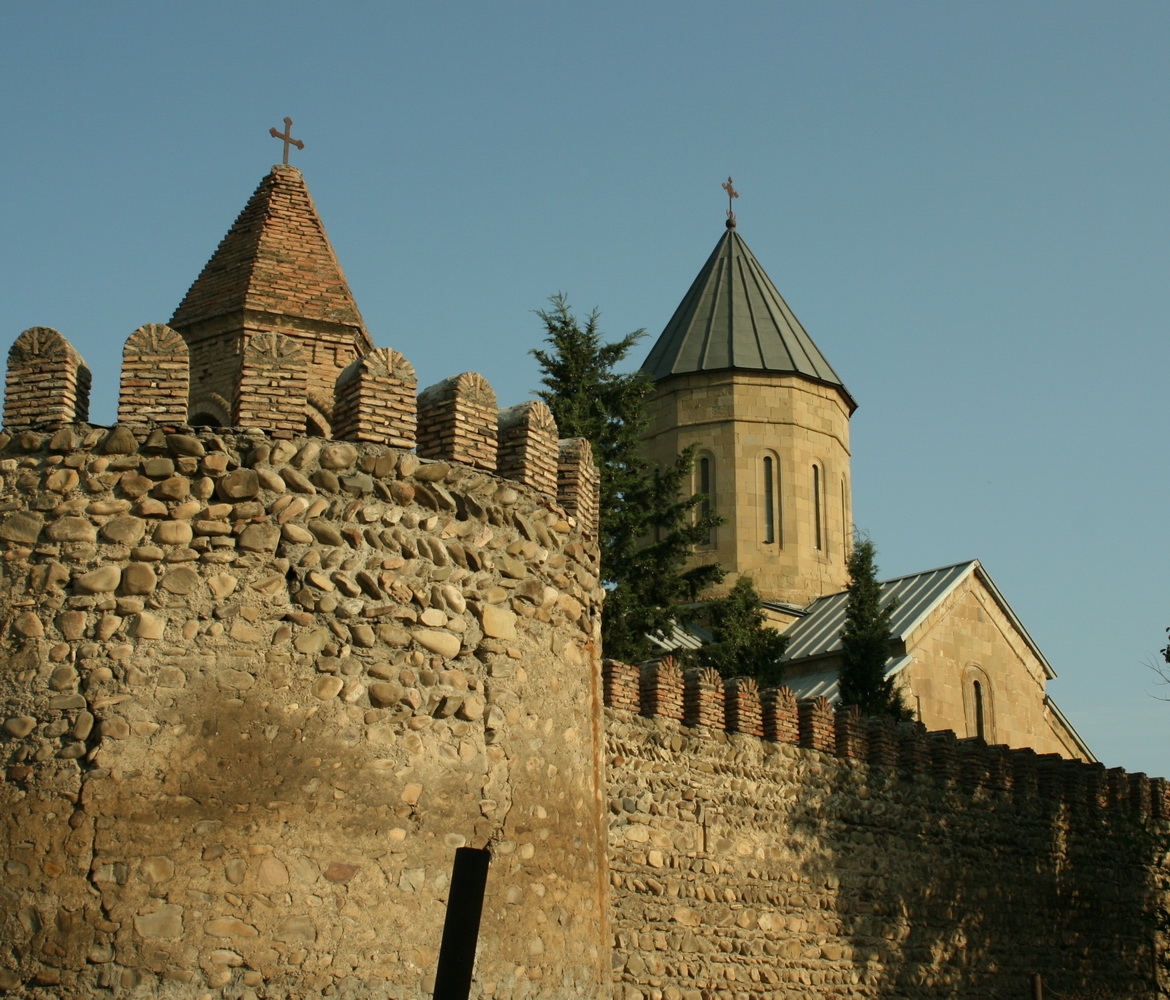
Una torre de defensa i el campanar

L'església existent, de 28 x 24 m i construïda en la seva gran part amb blocs de gres, és un edifici de planta quadrada, amb absis semicircular i cúpula central sostinguda per quatre pilars independents. La base de la cúpula està perforada amb 12 finestres. L'interior s'il·lumina addicionalment amb 10 finestres tallades a les parets. L'església té tres entrades. Al porxo sud s'uneix una petita església amb absis semicircular i dues fornícules, connectada a través d'una porta a la nau sud de la catedral. A l'església hi ha restes de les gruixudes pintures murals, que daten dels segles XV al xviii.
La catedral està voltada per un mur de pedra de finals del segle xviii, de 58 × 72 m. El mur es travessa per una porta de maó d'arc al sud-oest i té una sèrie de torres de defensa amb cantons arrodonits amb espitlleres, una de les quals, al sud-est, està coronada per un campanar hexagonal del segle xix.